# 奧羽山脈
奧羽山脈（日语：／ Ōu sanmyaku */?）位於日本東北地區中央的脊梁山脈，北起青森縣夏泊半島，南至福島縣、栃木縣的帝釋山地，全長約500公里。

## 概要

從東北延伸至關東北端的奧羽山脈。

從日本本州最北端的縣－青森縣的夏泊半島往西南，經岩手縣、秋田縣、宮城縣、山形縣、福島縣，至栃木縣那須岳連峰，全長達500公里。最高峰是岩手縣的岩手山（標高2,038公尺）。
包含屬於東日本火山帶的那須火山帶在內，有八甲田山、八幡平、岩手山、栗駒山、藏王連峰、吾妻連峰、安達太良山、那須岳等火山。
山脈名稱的奧羽是取自日本令制國的陸奧國（奧州）與出羽國（羽州）。兩國以此山脈為界。現在也是岩手縣與秋田縣、宮城縣與山形縣的縣界。
不只是行政上的分界，奧羽山脈也是東北地區日本海側氣候與太平洋側氣候的分界。
現在奧羽山脈有多座國立公園，包含十和田八幡平國立公園、栗駒國定公園、藏王國定公園、磐梯朝日國立公園、日光國立公園。

## 地形歷史
不同於日本列島形成前就已是陸地的北上山地與阿武隈高地，奧羽山脈是較年輕的地形。此山脈在過去的日本海擴大期（約2500萬年前至約1500萬年前）位於海底，之後隨著火山活動持續抬升至海面下。
約800萬年前成為陸地。直至今日，地殼擠壓的壓力與火山活動持續帶動著陸地抬升。山脈兩側的海洋在經歷數百年後形成今日的盆地、低地群。

## 主要山岳

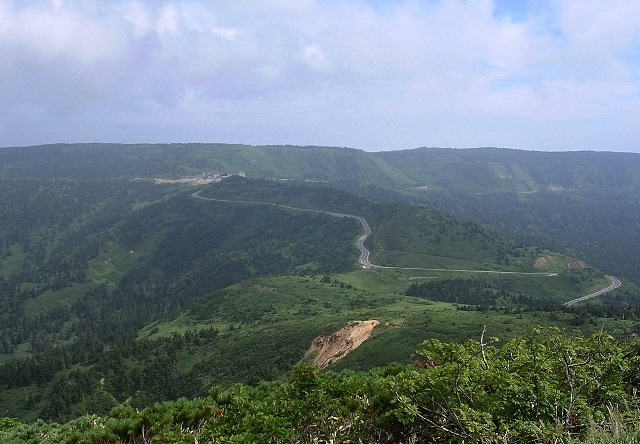
八幡平

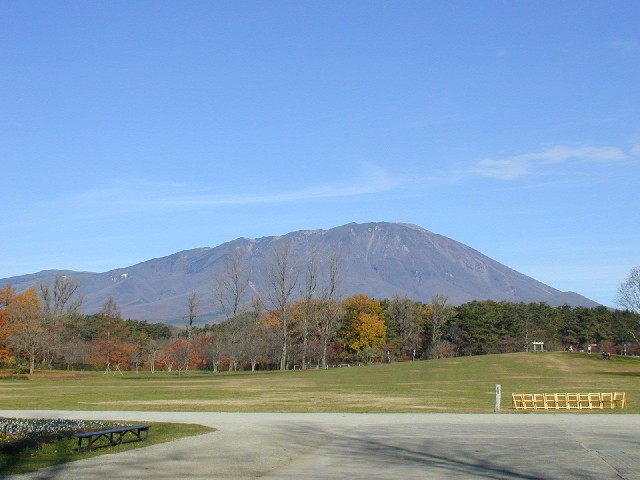
岩手山

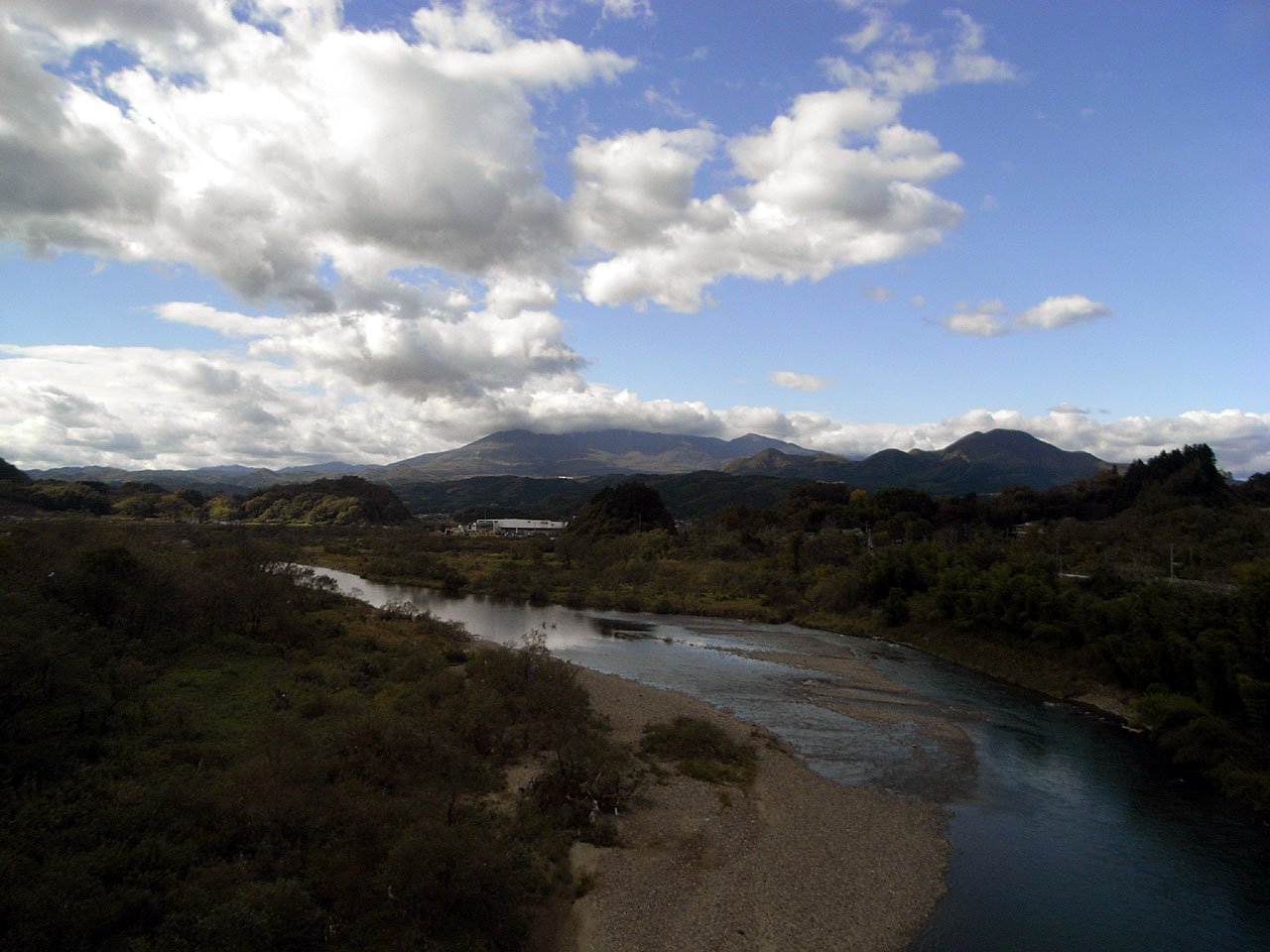
藏王連峰

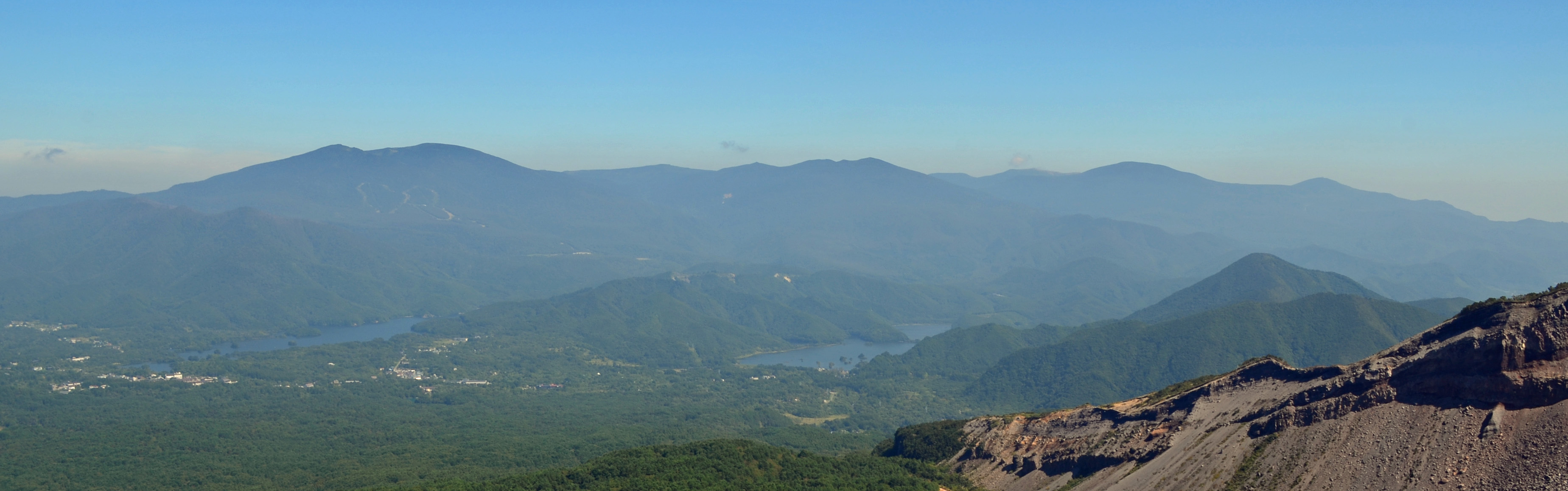
吾妻山

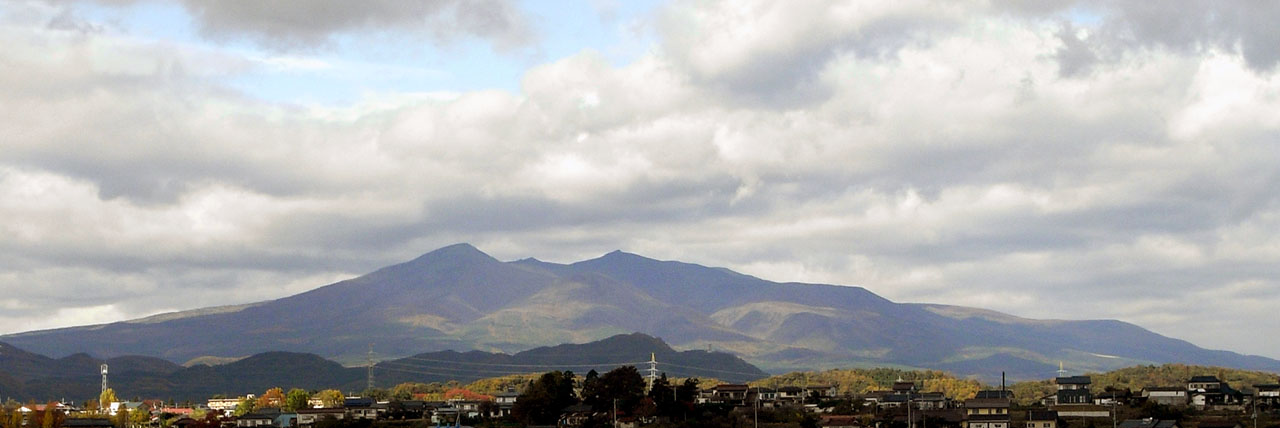
安達太良山

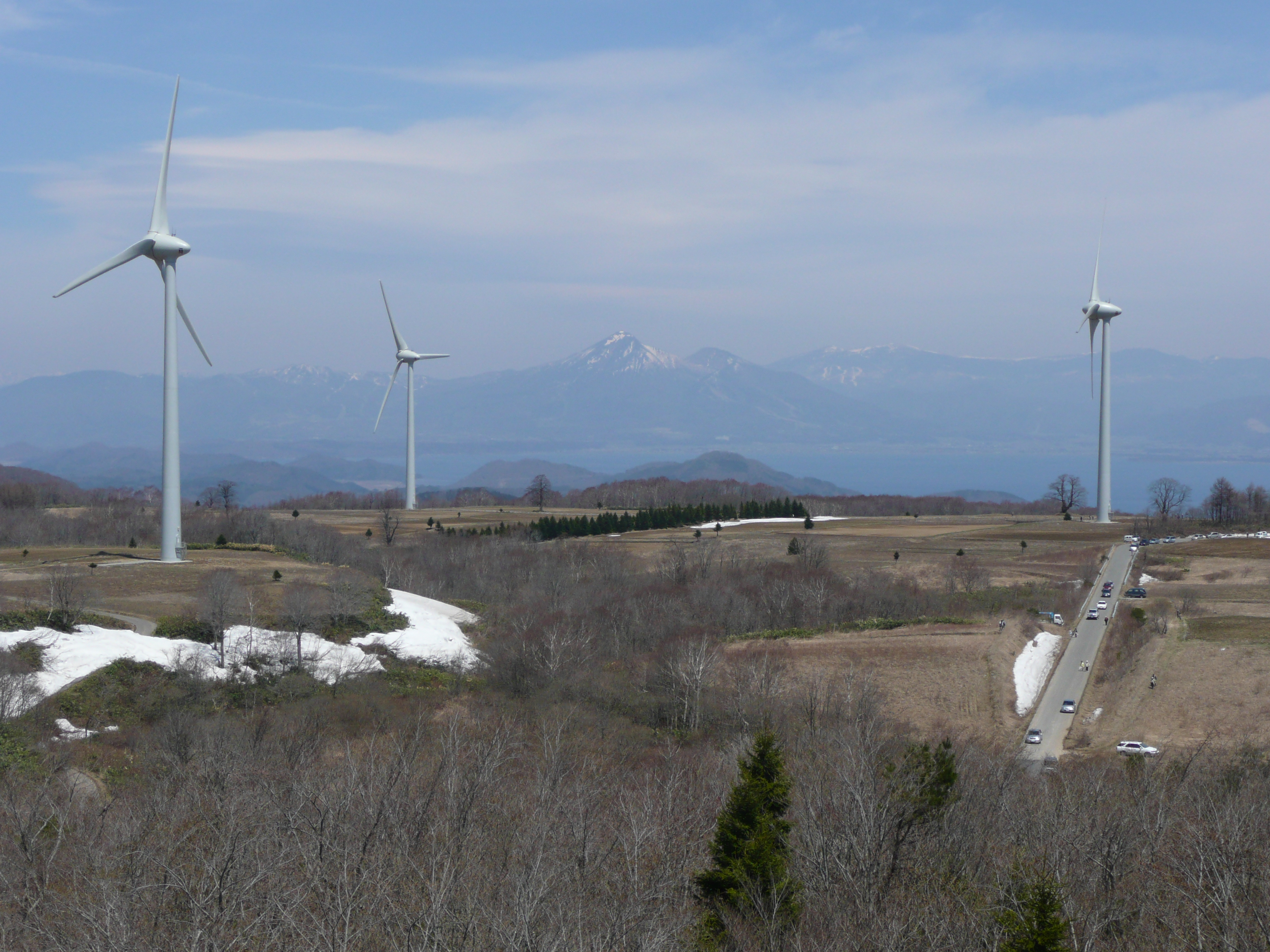
布引高原眺望磐梯山

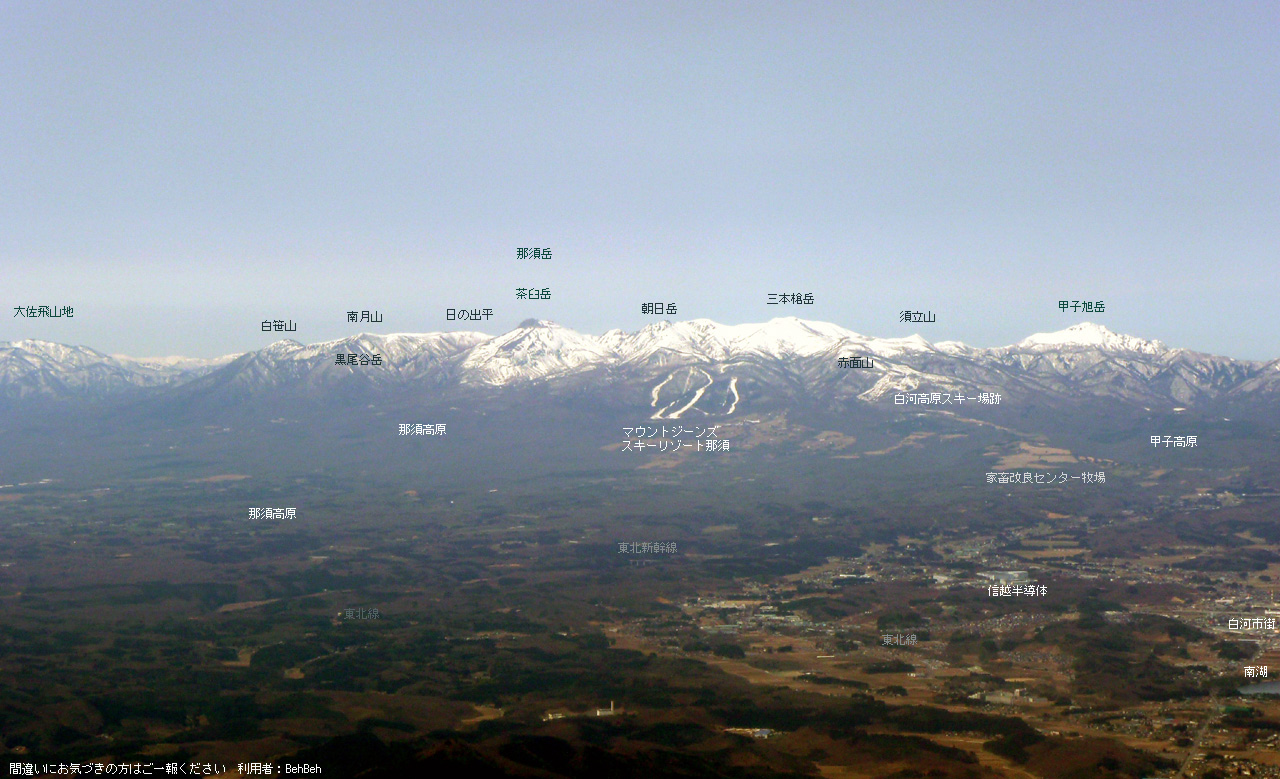
那須岳

- 八甲田山系
  - 八甲田大岳
  - 駒峰
  - 櫛峰（日语：櫛ヶ峯）
- 八幡平周邊 
  - 八幡平
  - 秋田燒山（日语：秋田焼山）
  - 秋田駒岳
  - 烏帽子岳（乳頭山）
- 岩手山周邊
  - 岩手山
- 真昼山地（日语：真昼山地）
  - 和賀岳（日语：和賀山塊）
  - 白岩岳（日语：和賀山塊）
  - 真昼岳（日语：真昼岳）
- 栗駒山周邊
  - 燒石岳（日语：焼石岳）
  - 栗駒山（日语：栗駒山）
  - 神室山（日语：神室山）
  - 荒雄岳
- 船形山周邊
  - 船形山（日语：船形山）
  - 白髮山
- 藏王連峰
  - 雁戶山（日语：雁戸山）
  - 熊野岳
  - 馬背
  - 刈田岳
  - 屏風山
  - 不忘山
- 吾妻山（吾妻連峰）周邊
  - 西吾妻山（日语：西吾妻山）
  - 中吾妻山（日语：中吾妻山）
  - 東吾妻山（日语：東吾妻山）
  - 吾妻小富士
  - 一切經山（日语：一切経山）
- 安達太良山系
  - 安達太良山
  - 箕輪山
- 磐梯山周邊
  - 磐梯山
  - 櫛峰
  - 會津布引山（日语：布引高原）
- 那須岳
  - 茶臼岳（日语：茶臼岳 (栃木県)）
  - 朝日岳（日语：朝日岳 (栃木県)）
  - 三本槍岳（日语：三本槍岳）
  - 南月山
  - 黑尾谷岳

## 圖片

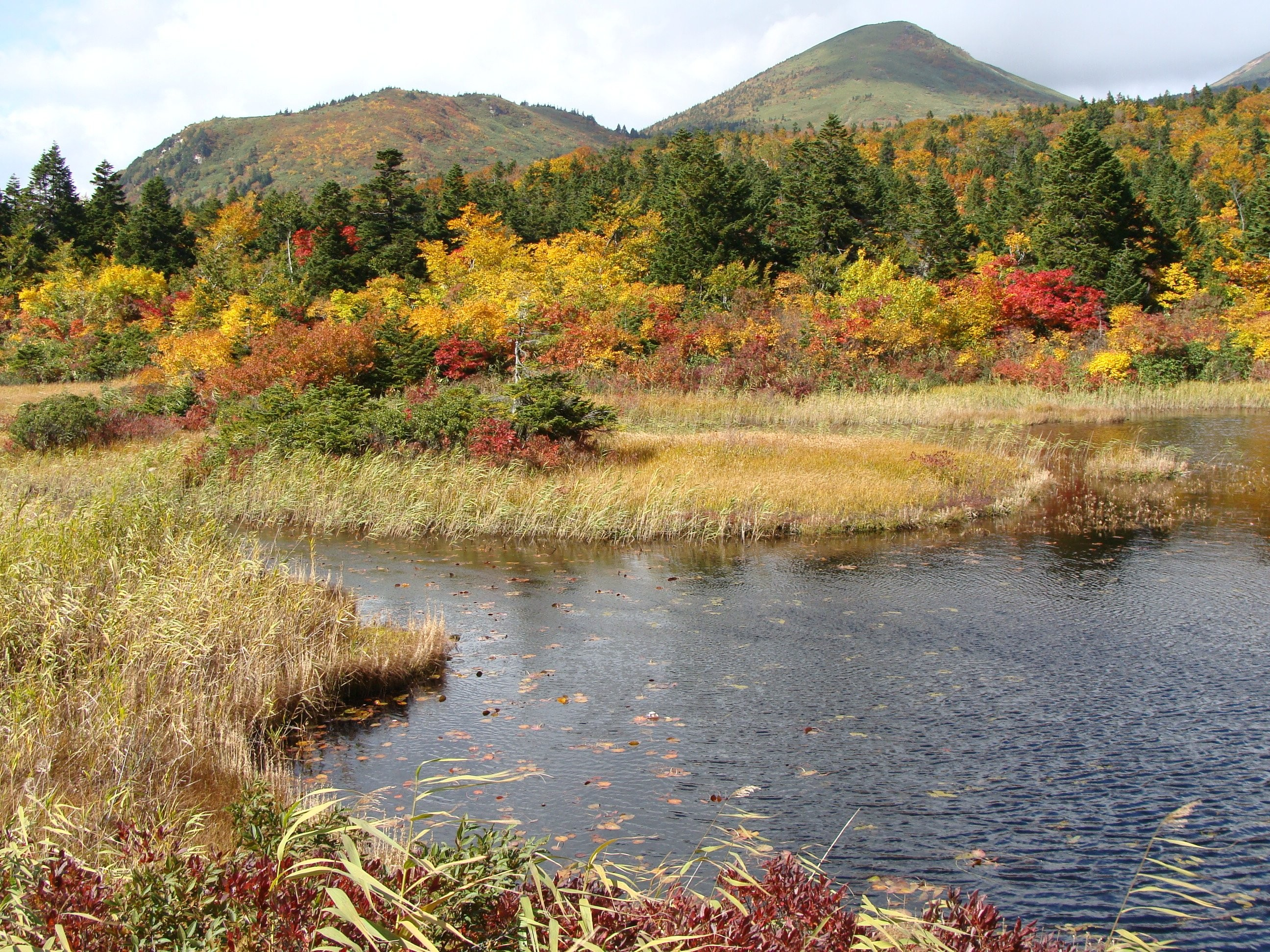
八甲田山中的睡蓮沼
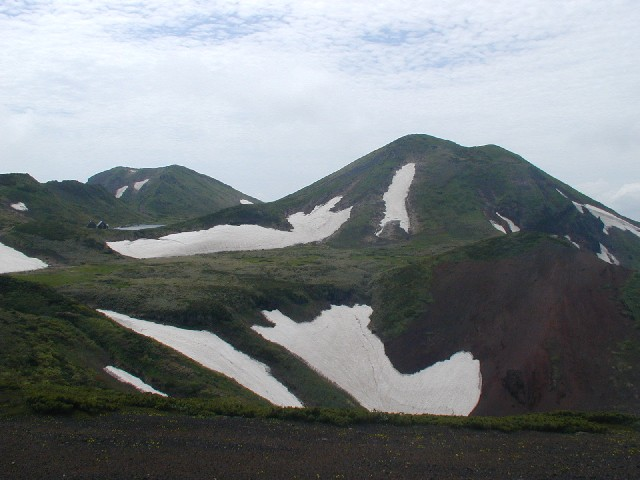
秋田駒岳
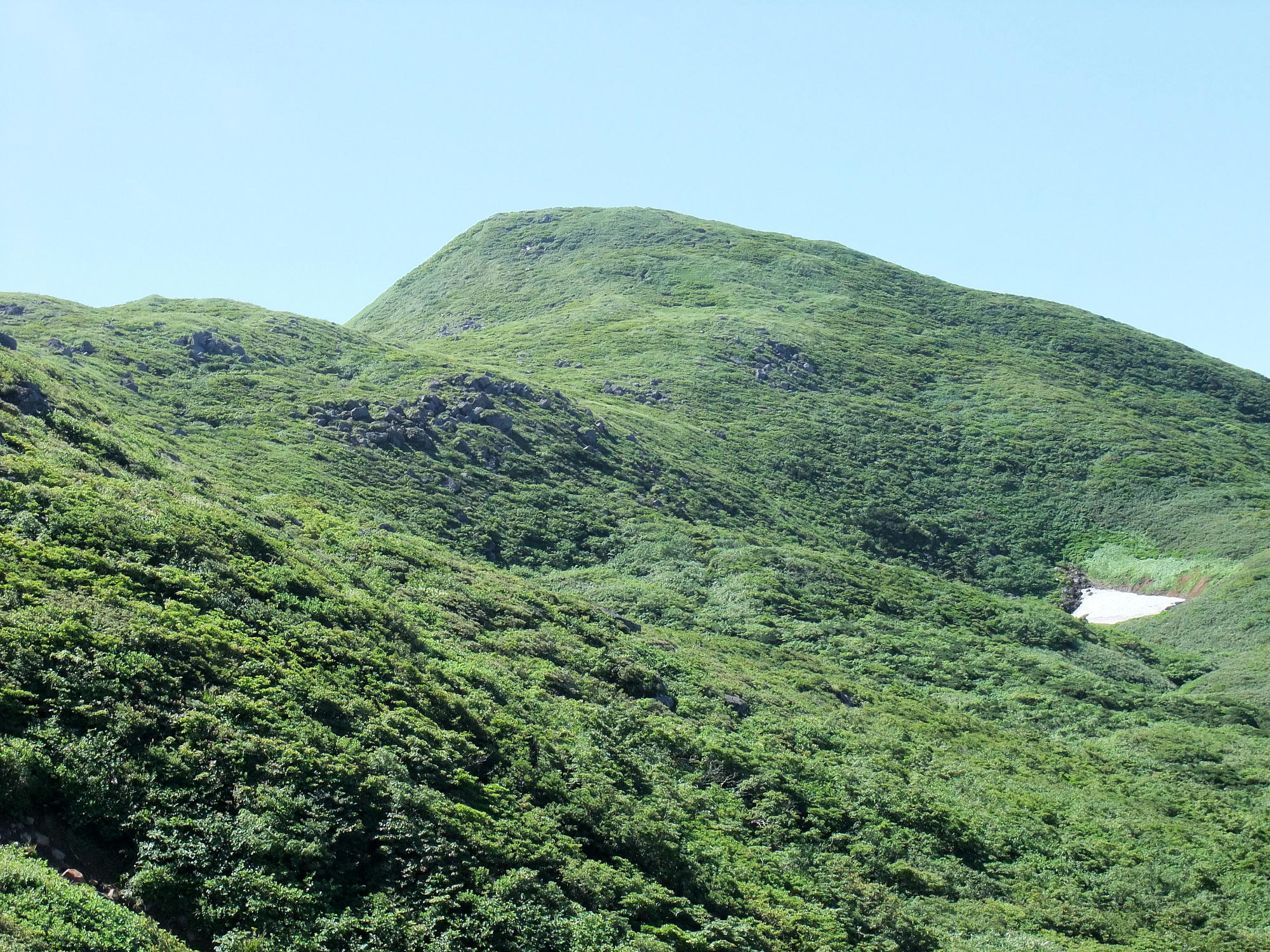
燒石岳（日语：焼石岳）
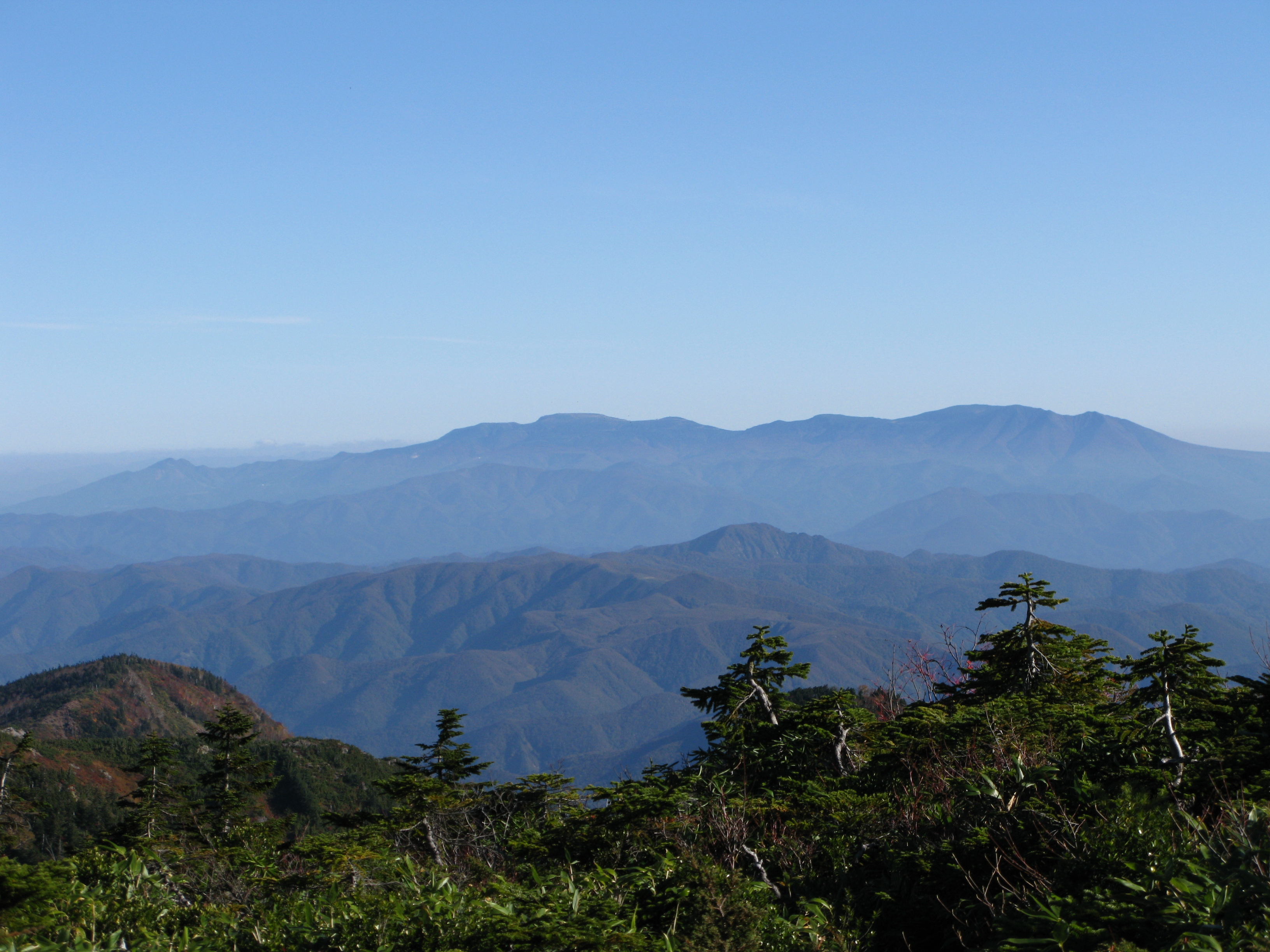
吾妻山眺望藏王連峰
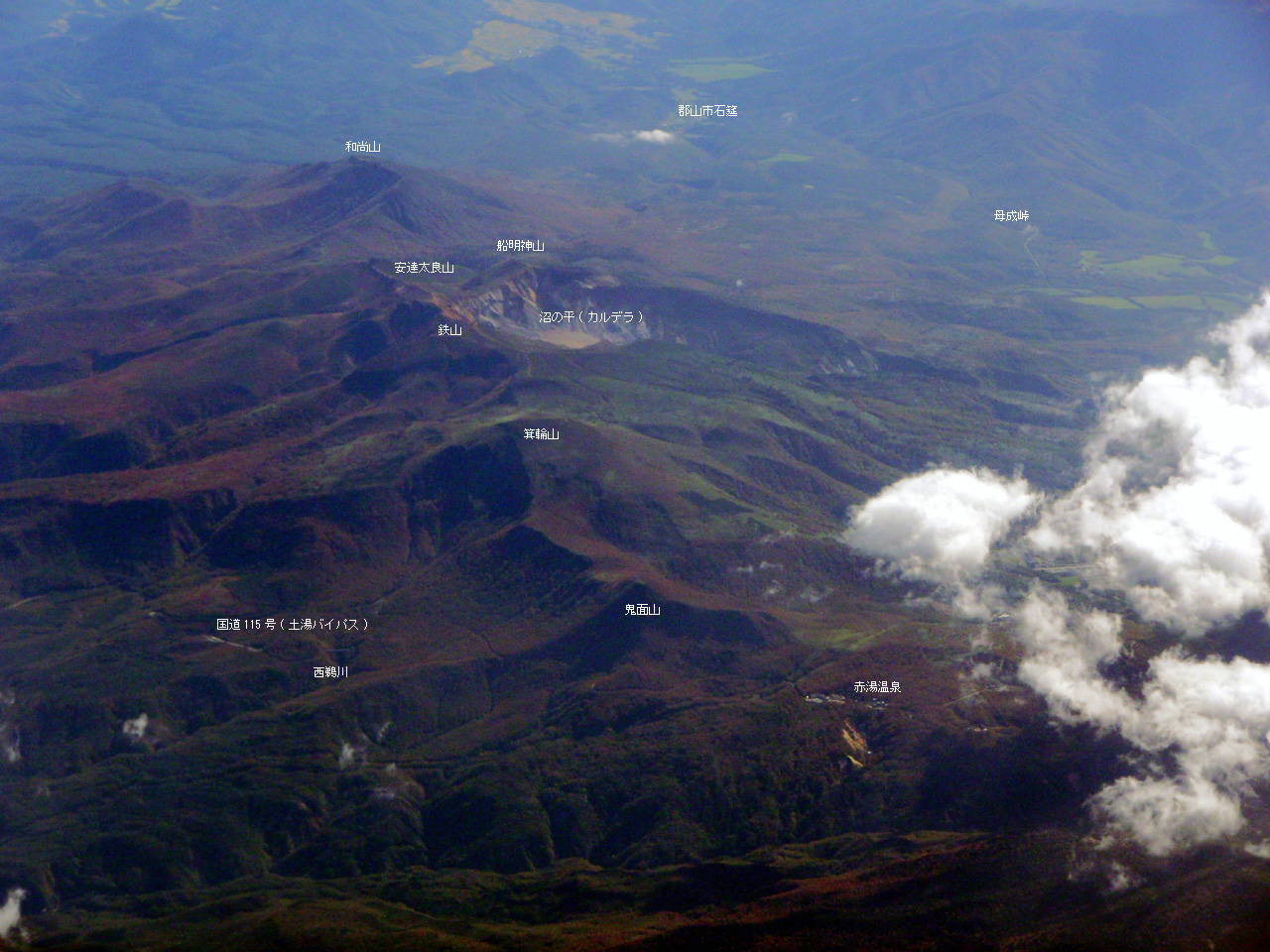
安達太良山沼之平火口（破火山口）空拍
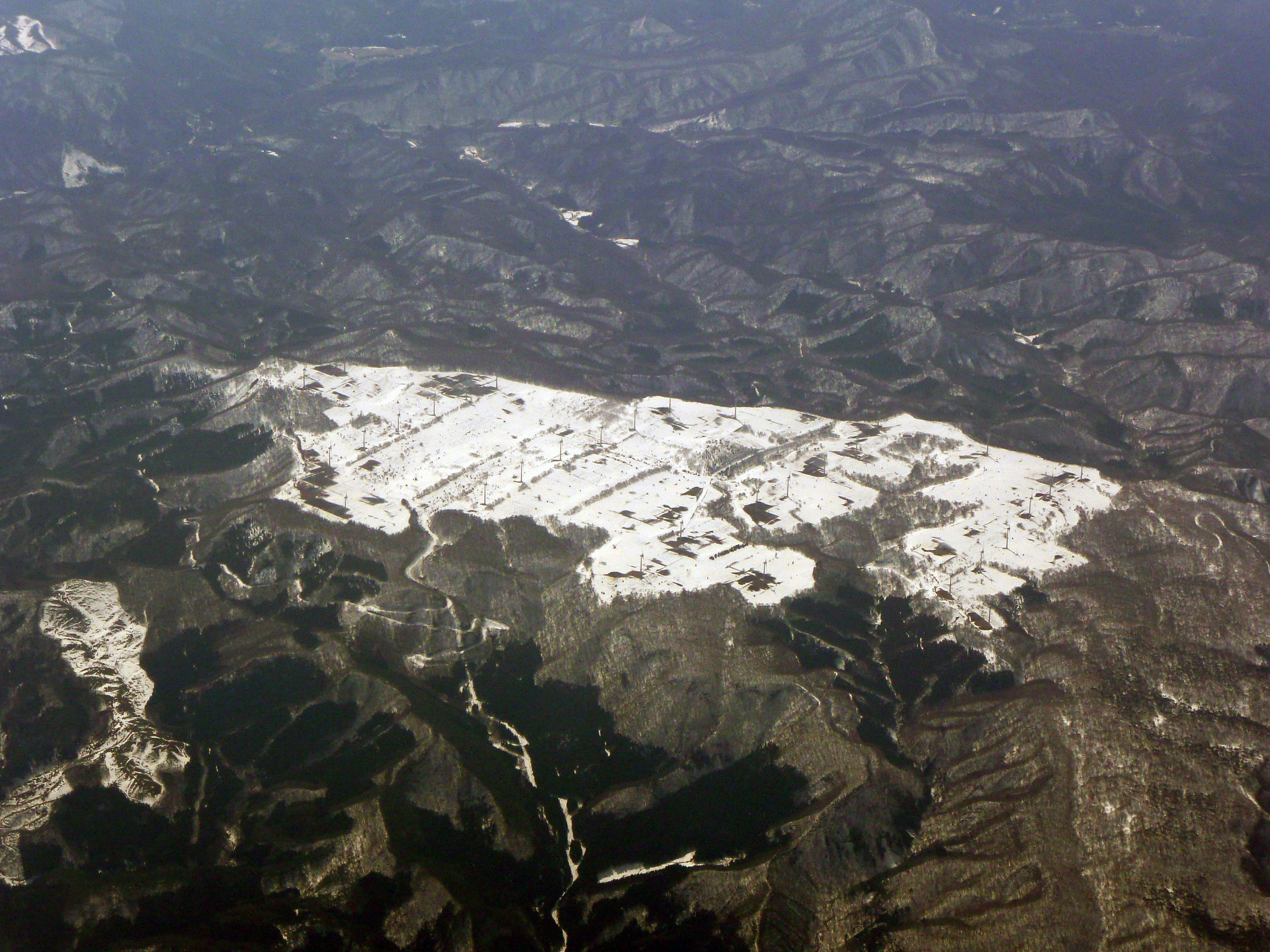
布引高原（日语：布引高原）。山頂是平坦的高原。
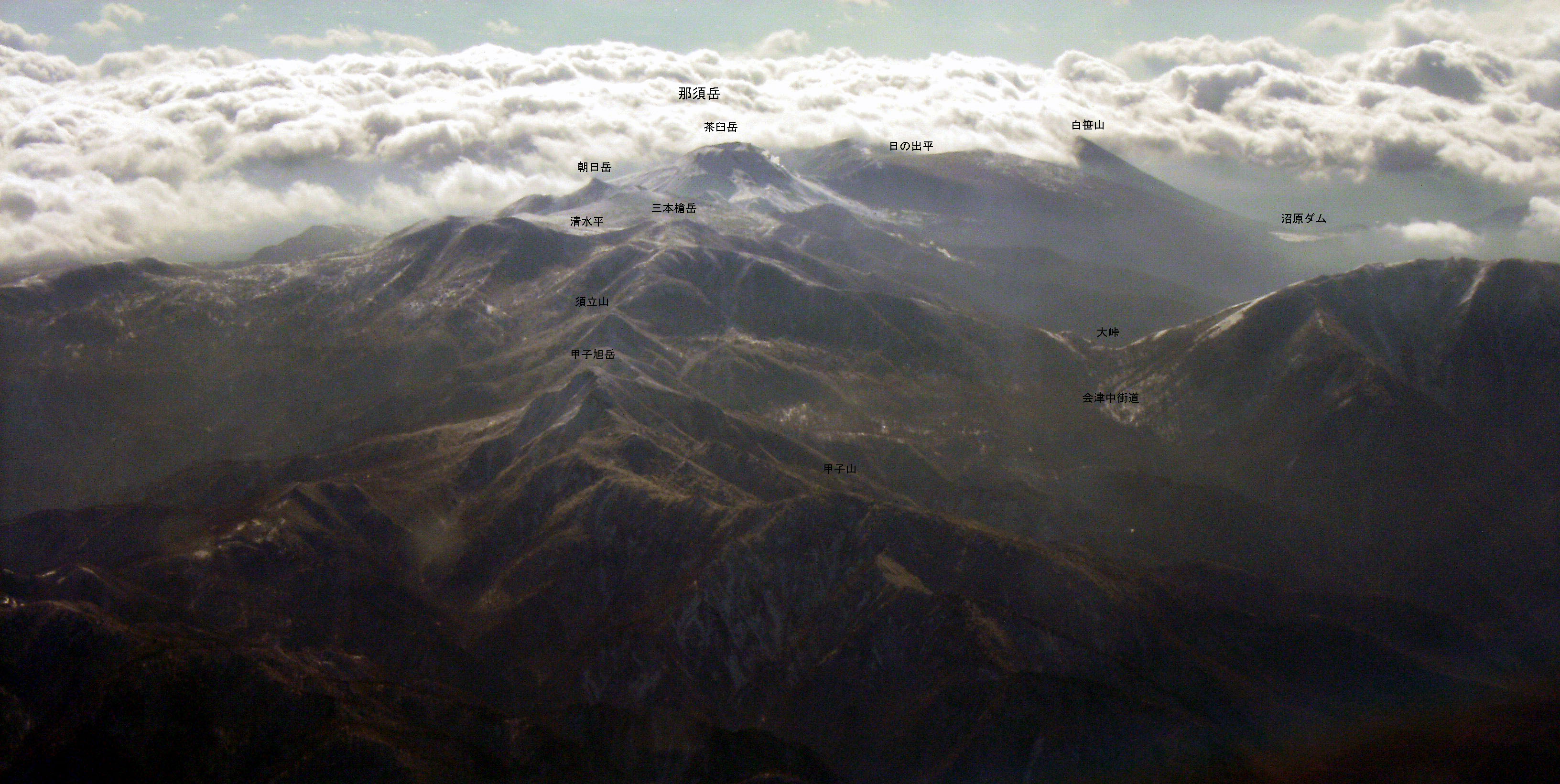
奧羽山脈南端那須岳眺望北方山脈主稜線
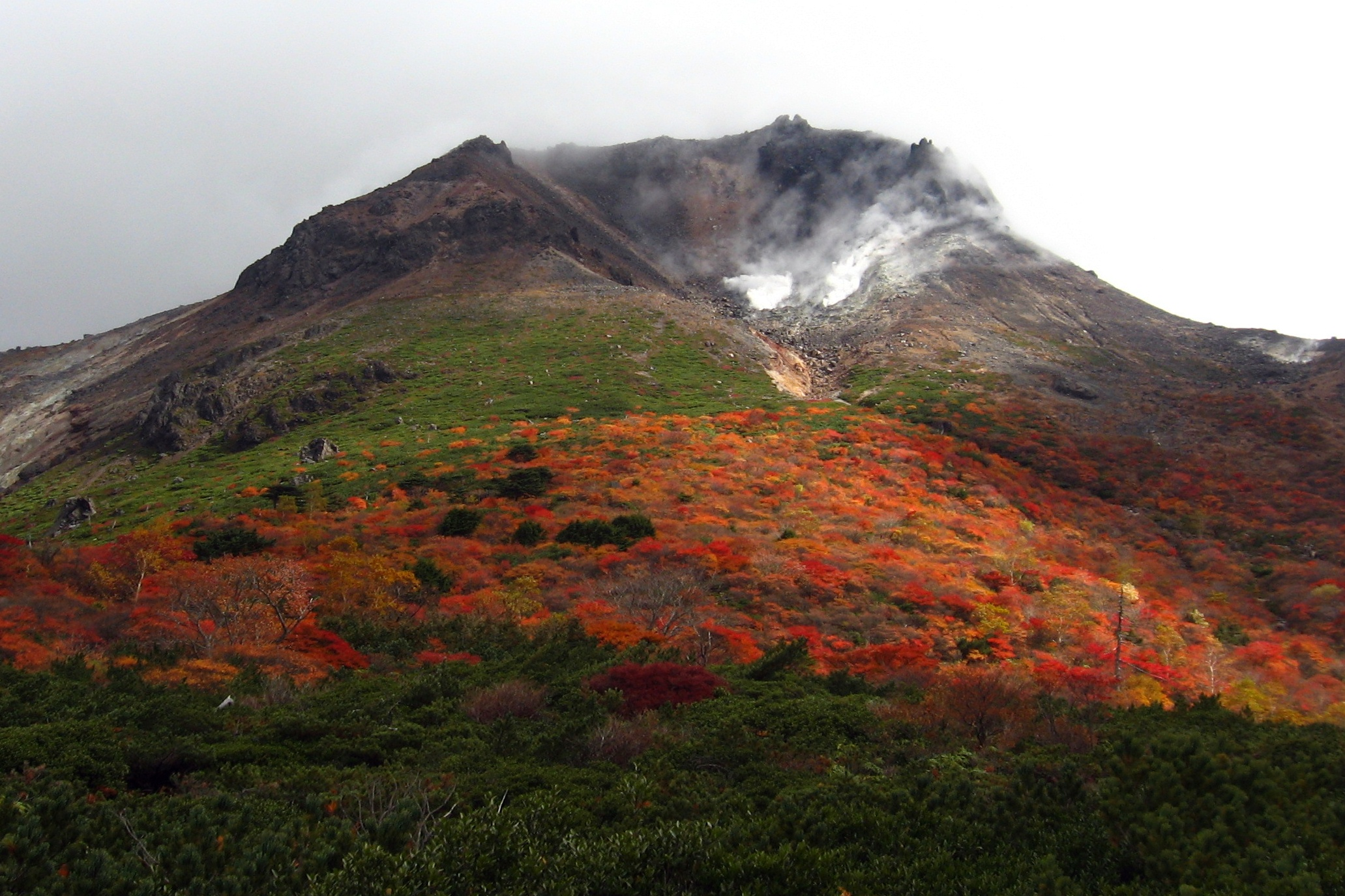
那須岳主峰茶臼岳（日语：茶臼岳 (栃木県)）（中央是噴氣口）

### 資料來源
1. ↑  ブリタニカ国際大百科事典、デジタル大辞泉、百科事典マイペディア、世界大百科事典、大辞林. . コトバンク.   [2019年2月11日]. （原始内容存档于2014年7月9日）.
2. ↑  小池 et al. 2005，第13-15頁.
3. ↑  小池 et al. 2005，第15-19,187頁.
4. ↑  小池 et al. 2005，第313頁.